# Ballan-Miré
Ballan-Miré ist eine französische Gemeinde mit 8347 Einwohnern (Stand 1. Januar 2022) im Département Indre-et-Loire in der Region Centre-Val de Loire; sie gehört zum Arrondissement Tours und zum Kanton Ballan-Miré.

## Geschichte
Die Gemeinde Ballan-Miré entstand 1818 durch Zusammenlegung der Orte Ballan und Miré.

### Bevölkerungsentwicklung
- 1962: 1514
- 1968: 2618
- 1975: 3739
- 1982: 4491
- 1990: 5937
- 1999: 7059
- 2007: 7064
- 2018: 8052

## Sehenswürdigkeiten
- Kirche Saint-Venant
- Château de La Carte, Ende 15./Anfang 16. Jahrhundert für Jacques de Beaune, Seigneur de Ballan, gebaut
- Château de Rochefuret, 17. Jahrhundert, Monument historique
- Commanderie der Templer, später der Johanniter
- Grand Moulin von 1520 (Monument historique)

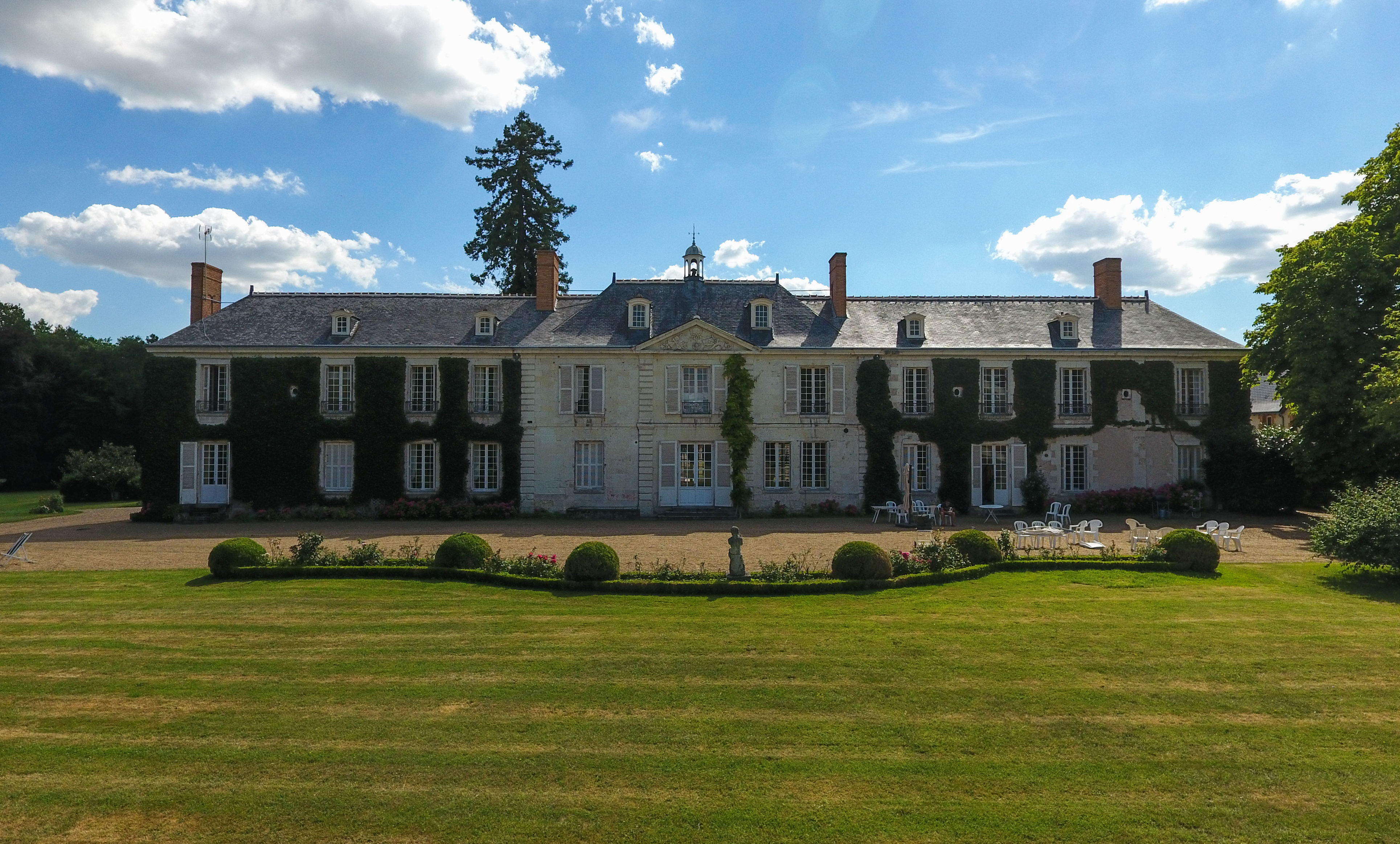
Château de Rochefuret
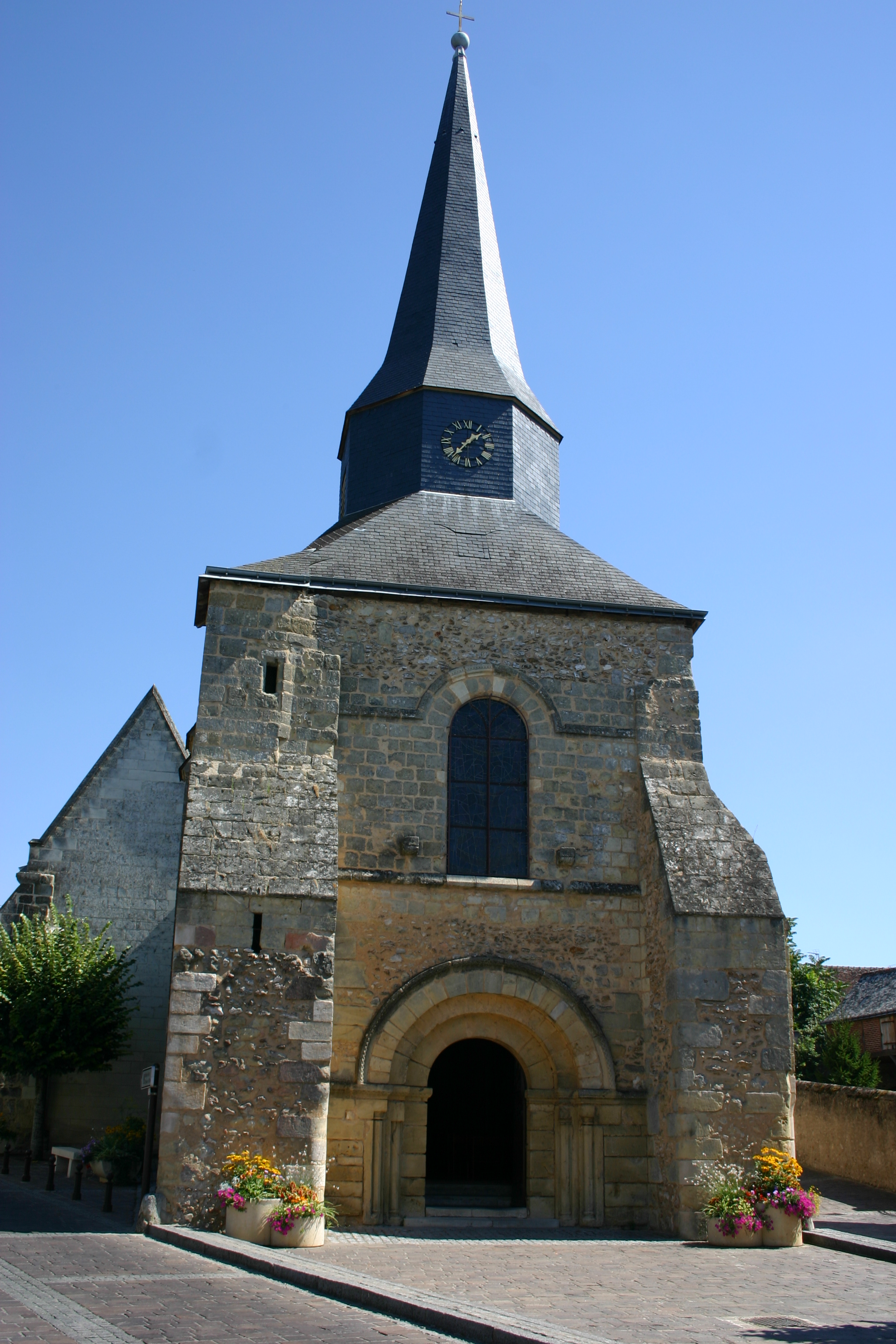
Kirche Saint-Venant